# The Hound of the Baskervilles (pel·lícula de 1972)
The Hound of the Baskervilles és un telefilm estatunidenc de misteri de 1972 dirigit per Barry Crane i protagonitzat per Stewart Granger com Sherlock Holmes i Bernard Fox com el Doctor Watson. La pel·lícula està basada en la novel·la de Sherlock Holmes de 1902 d'Arthur Conan Doyle, El gos dels Baskerville.

## Argument
El detectiu Sherlock Holmes (Stewart Granger) i el seu ajudant el Dr. Watson (Bernard Fox) han de resoldre l'assassinat desconcertant d'un hereu de la rica família Baskerville als boirosos erms d'Anglaterra. Holmes es compromet a protegir el jove Henry Baskerville, que creu que la seva vida corre perill per una antiga maledicció familiar. El detectiu envia Watson a Baskerville Hall a investigar, una finca desolada enmig de Grimpen Mire. Sense que aquest ho sàpiga, el detectiu també hi va, tot i que disfressat, per poder furgar en el cas sense ser reconegut. Junts descobreixen que darrere de tot plegat hi ha un parent llunyà que vol matar l'hereu per reclamar la propietat de la família utilitzant un gos gegant.

## Repartiment
- Stewart Granger com a Sherlock Holmes
- Bernard Fox com a Dr. John H. Watson
- Ian Ireland com a Sir Henry
- William Shatner com a George Stapleton / Sir Hugo Baskerville
- Jane Merrow com a Beryl Stapleton
- Anthony Zerbe com a Dr. Mortimer
- Sally Ann Howes com a Laura Frankland
- John Williams com a Arthur Frankland
- Alan Caillou com a Inspector Lestrade

## Producció
The Hound of the Baskervilles va ser la primera versió estatunidenca en color de la novel·la, i va ser produïda per ABC-TV per a la seva ABC Movie of the Week. La producció va ser un dels tres pilots d'una sèrie de pel·lícules de televisió amb detectius literaris; els altres dos van ser Nick Carter i Hildegarde Withers. La producció va utilitzar escenaris d'altres produccions, principalment pel·lícules de terror.

## Recepció
Les valoracions van ser pobres i les crítiques dolentes, la qual cosa va fer que la sèrie de telefilms proposats s'arxivés.
Los Angeles Times el va qualificar de "farragós, amb massa diàleg, sovint mal dut a escena i pateix de manera intermitent amb la direcció de l'exposició", encara que pensava que Granger i Fox eren "bastant acceptables" en els seus papers.